# Oued Righ
Ne doit pas être confondu avec Oued Ghir.
Oued Righ (Oued-R'hir ou Oued Rhir, en arabe وادي ريغ) est une région naturelle et historique algérienne, située au nord-est du Sahara algérien.
C'est une des régions sahariennes les plus peuplées. L'Oued Righ est également une région à vocation agricole, connue pour sa production de dattes et comprend plusieurs oasis dont la principale est Touggourt.

## Toponymie
Oued Righ doit son nom à la tribu zenète des Righa, fraction des Maghraouas, de la grande famille des Zénètes.

## Géographie

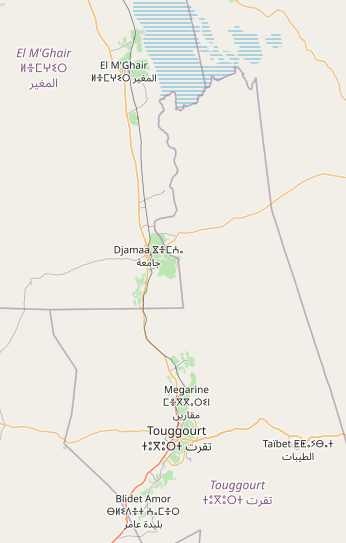
Localisation des oasis et villes de l'Oued Righ.

L'oued Righ, situé à l'Est du Sahara septentrional, est un ensemble d'une cinquantaine d'oasis, qui s'allonge sur 160 km et de 15 à 30 km de large. Les oasis de Ouargla prolongent vers le sud celles de l'oued Righ. 
L'oued Righ est un fleuve fossile. Sa dépression topographique paraît bien trop immense pour être constituée par une vallée. Il s'agit d'une dépression structurale, en position de sandwich entre le grand Erg Oriental, et la zone des chotts au Nord.
L'Oued Righ est l'un des quatre « pays » qui constituent le Bas-Sahra, avec le Souf, les Zibans et l'Oued Mya (Ouargla).

## Histoire

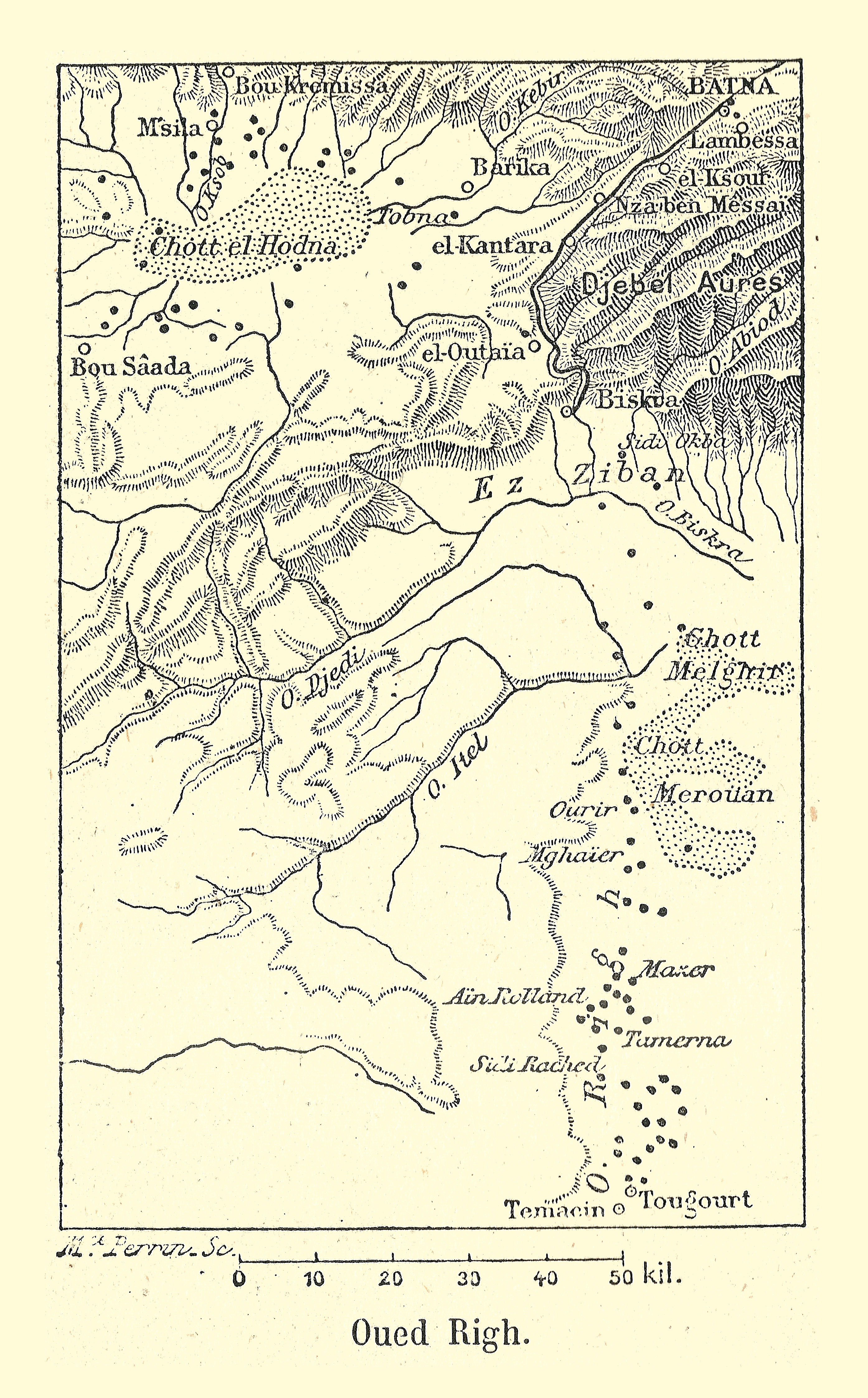
Carte, de 1894, de l'Oued Righ

L'histoire de Oued Righ avant le XIIe siècle est très peu connue. Les oasis n'ont jamais été signalées durant l'Antiquité et elles sont sans doute postérieures à la domination romaine en Afrique du Nord. La première allusion à ce pays dans les sources écrites est liée au grand chef nomade berbère Yabīb ibn Zalghīn, qui vivait à l'époque de l'imam rostémide Abû Sa`îd al-Aflah au IXe siècle.
Aux Xe et XIe siècles, Touggourt et sa région subissent l'influence de l'ibadisme, consécutive à l'arrivée de populations ibadites et de leurs chefs, refoulés de Tahert. La population de l'Oued Righ se composait alors surtout de différentes fractions de Maghraouas, ibadites. Les oasis jouaient un rôle important dans la vie des ibadites nord-africains à cette époque.
Ensuite, la région est rattachée à la sphère d'influence des sultans hammadides du Hodna. Puis, les Béni Obeidallah, gouverneurs locaux ibadites y règnent. Depuis le XIVe siècle, la région est appelée le pays des Rghira, la tribu des Righa y sont majoritaires, mais on y rencontre aussi des Sindja, des Banou Ifren (Beni Ifren) et d'autres populations zénètes. Ibn Khaldoun constate que l'Oued Righ devait être bien plus peuplé autrefois et attribue la ruine du pays aux Banu Ghaniya qui, dans leurs guerres avec les Almohades avaient fait des incursions dévastatrices dans la région.
À son époque, il y avait environ trois cents villes et villages fortifiés (ksours). Il décrit « la plus grande de ces villes, Touggourt, renferme une nombreuse population[...] Temacine, ville qui est inférieure à Touggourt en étendue et en population. Elle est gouvernée par une famille Righa ». Par la suite, le pays dépend des Moznis qui gouvernent à Biskra au nom du Hafsides de Béjaïa. Le malikisme est introduit via les réseaux du commerce transsaharien et des caravanes du pèlerinage. 
Depuis le début du XVe siècle, la dynastie des Beni Djellab règne sur Touggourt et sa région pendant quatre siècles. Au milieu du XVIe siècle le Beylerbey d'Alger Salah Raïs fait payer tribut aux populations de Touggourt. Au XVIIIe siècle, Touggourt est à nouveau mis sous tutelle soit par les tribus du Zab dirigées par le « Cheikh El Arab », soit par les Ben Gana de Biskra. Cette période est marquée par les luttes entre les cités sahariennes d'une part et les cités et les tribus bédouines d'autre part.
La prise de Biskra en 1844 amène les Béni Djellab, à reconnaître l'autorité française, mais après le soulèvement (siège de Zaatcha, 1849), auquel prend part le nouveau sultan de Touggourt, l'armée française entre dans la ville en 1854. Le potentiel agricole de l'oued Righ, explique qu'elle est la seule région saharienne à avoir attiré la colonisation, massivement installée dans la partie septentrionale. Un chemin de fer a été construit pour sa traversée durant la période coloniale.

## Administration et villes
L'Oued Righ est partagé entre les deux nouvelles wilayas : Touggourt et El M'Ghair. Il dépendait auparavant des wilayas d'Ouargla et d'El Oued.
Touggourt au centre, est la plus grande ville de la région qui compte aussi les villes de M'Rara, Djamaa, El Meghaier et Tamacine. L'urbanisation à Oued Righ est millénaire, sa relation étroite avec les échanges commerciaux transsahariens, a marqué ce territoire. Certains centres deviennent des carrefours importants dans le commerce caravanier, parmi lesquels Touggourt. Avec 120 000 habitants en 2008, elle est aujourd'hui la capitale de la région.

## Population

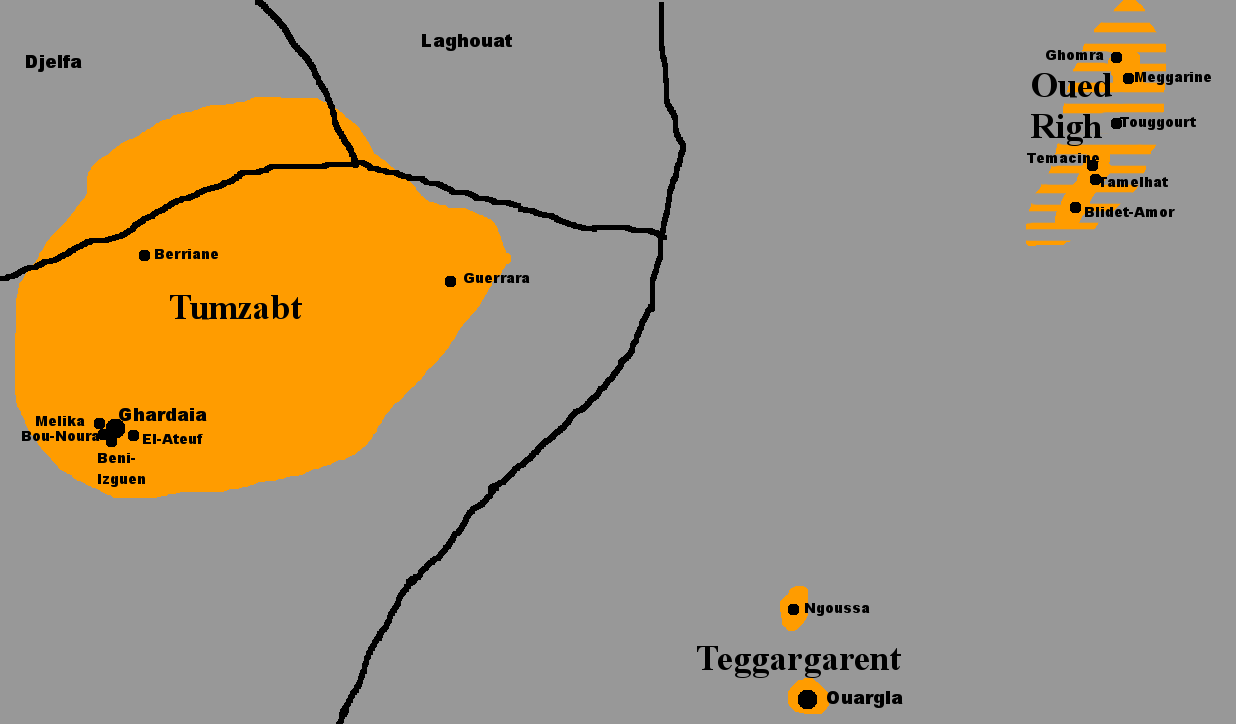
L'Oued Righ et les autres zones berbérophones du nord du Sahara algérien.

À l'instar du reste du Bas-Sahara, l'Oued Righ est une des régions sahariennes les plus peuplées, la troisième après le Ziban et le Souf. C'est une région traditionnellement nataliste. En 2008, elle compte 350 000 habitants, Touggourt est son principal pôle.
Région essentiellement rurale avant l'indépendance, elle connaît un processus d'urbanisation rapide. Les taux  d'urbanisation passe de 25 % en 1954 à 59 % en 1998 et la croissance démographique, très soutenue, dépasse la moyenne nationale.
L'Oued Righ appartient au grand ensemble des régions berbérophones du Sahara septentrional qui comprend, en outre le Mzab et le Touat.
La société traditionnelle est issue d'un brassage de populations qui a mêlé des nomades arabes et berbères à des cultivateurs noirs et des Rouagha. Touggourt était habité par une population blanche (Moudjahirias), tandis que les noyaux villageois étaient peuplés par de cultivateurs noirs (Hachachnas). Dès l'époque précoloniale, les populations Hachachna savaient réaliser sous forme de puits coffrés de 60 m de profondeur.

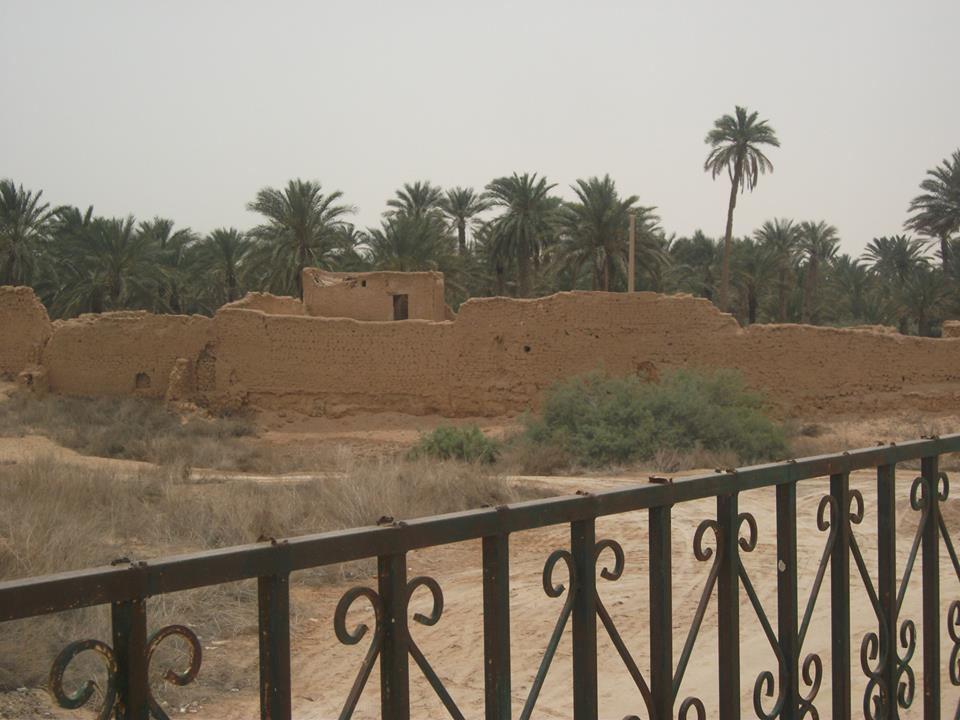
Ruine et palmeraie au nord de Touggourt.

## Économie
L'Oued Righ est la première région dattière du Sahara algérien, par la quantité, et la qualité, grâce à la disponibilité en eau, et aux conditions climatiques. Elle regroupe près d'un million et demi de dattiers dont une forte proportion de Deglet nour. Elle est la première région mondiale exportatrice de dattes de qualité. 
L'irrigation est assurée par des puits artésiens qui, sont forés jusqu'à la nappe du Continental intercalaire (Albien). Pour éviter la stérilisation par les dépôts de sel, il est nécessaire de drainer en conduisant les eaux par un long canal depuis Touggourt jusqu'au chott Melrhir.
L'Oued Righ est longé par la route nationale 3.